# Arne Larsen Økland
Arne Larsen Økland (Bømlo, 1954. május 31. –) norvég labdarúgó, a német Bundesligában szereplő Bayer Leverkusen és a norvég labdarúgó-válogatott 1987-ben csatára.

## Klub karrier

### Vard Haugesund
A Bømlóban született Økland a közeli Bremnes község csapatában kezdett futballozni, majd tizenévesen átszerződött a tengerparti Haugesund város csapatába, a Vard Haugesundba. Új együttesével a norvég másodosztályban (2. divisjon) szerepelt. Az 1975-ös idényben csoportjuk második helyén végeztek, így részt vehettek a feljutásért folytatott rájátszásban - melyet sikerrel teljesítettek. Az első osztályban (1. divisjon) azonban nem sok örömük akadt, a szezon végén tök utolsóként ki is estek a bajnokságból. Økland viszont 11 bajnoki góljával kimagaslott a csapatból, tulajdonképp a csapat összes találatának felét ő szerezte.

### Bryne FK
A 22 éves tehetség a következő szezont a Varddal együtt feljutó, de sikeresen bennmaradó Bryne FK csapatánál kezdte. Új klubjában hamar a kezdőcsapatba került, góljai 1977-ben az élvonalban tartották a Bryne-t, majd elindították felfelé a tabellán. 1979-ben már a negyedik helyen zártak, 1980-ban pedig a második helyen, ugyanannyi szerzett ponttal, mint a bajnok IK Start. A Bryne színeiben összesen 76 alkalommal lépett pályára a bajnokságban, ez alatt 37 gólt szerzett. Az előbbiekkel párhuzamosan a norvég kupában Økland zsinórban háromszor is a negyeddöntőig jutott csapatával.

### Bayer Leverkusen
A rendkívül gólerős, pályája csúcsán járó Økland 1980 nyarán a Bundesligába nemrég feljutott nyugatnémet csapathoz, a Bayer Leverkusenhez szerződött. A Bundesligában augusztus 15-én, az 1. FC Kaiserslautern ellen debütált, első gólját egy héttel később, a nagy rivális 1. FC Köln ellen szerezte. Økland ezután elképesztő formát mutatott. A hetedik játéknapon megszerezte első (klasszikus!) mesterhármasát - a szenvedő fél a Borussia Dortmund volt. Fél év múlva, 1981 márciusában pedig a bajnoki címre pályázó Bayern München ellen rámolt be három gólt. A mérkőzés (további) érdekessége, hogy Økland majdnem szerzett egy negyedik, ún. fantomgólt is. A második félidőben a norvég egy beadást bombázott közelről az oldalhálóba, mely elszakadt és a labda a kapuban kötött ki. Økland sportszerűen elismerte a gól érvénytelenségét, mellyel hatalmas népszerűségre tett szert Németország-szerte. Első idényében végül a 11. helyen zárt csapatával, emellett 16 találatával a nyolcadik lett a góllövőlistán.

Økland a következő idényben is folytatta a gólgyártást, szeptember 18. és október 17. között mindegyik játéknapon lőtt egyet, illetve 1982 februárjában a Darmstadt ellen duplázni tudott. A szezont végül 14 találattal fejezte be. Mindezek ellenére a Leverkusen pocsék idényt futott és mindössze a 16., osztályozós helyen zárt. A Kickers Offenbach elleni, a bennmaradásért vívott sikeres párharcon végig a pályán volt, gólt nem szerzett. Az 1982-83-as idény elején a Bayer folytatta rossz szereplését, ám tavaszra összeszedték magukat és az utolsó helyről egészen a 11. helyig jöttek fel. Økland az utolsó játéknapon mesterhármast szerzett az Eintracht Braunschweig ellen, így 13 találatával zsinórban harmadszor lett a csapat gólkirálya.

### RC Paris
A 29 éves Økland 1983 nyarán a francia másodosztályban szereplő Racing Club Paris-hoz szerződött. Økland itt is folytatta a gólgyártást, a csapat pedig csoportja második helyén zárta az idényt, így esélye nyílt az élvonalba jutásra. A selejtezőket végül a Racing sikerrel vette, így feljutott az első osztályba. A Division 1-ben töltött 1984-85-ös idény azonban nagyon rosszul sikerült mind a tök utolsóként végzett együttesnek, mind a formán kívül játszó, és az edzővel is összevesző Øklandnak.

### FK Bryne
Bár kapott ajánlatot Németországból is, 1985 nyarán végül hazatért Norvégiába korábbi csapatához, a Bryne-hez. Az itt töltött két és fél idény alatt a Bryne az első osztály (1. divisjon) középmezőnyéhez tartozott, Økland pedig 1986-ban harmadik, 1987-ben pedig hetedik lett a góllövőlistán. 1987. október 25-én a Bryne-vel végre sikerült megnyernie a norvég kupát, a döntőben az SK Brannt múlták felül. Økland a mérkőzés után bejelentette visszavonulását.

## Válogatottság
Økland a norvég válogatottban 1978. március 29-én, Spanyolország ellen debütált. Első gólját fél év múlva, egy Belgium elleni Eb-selejtezőn szerezte. Innentől kezdve általában a kezdőcsapatban számoltak vele, 1978 és 1987 között összesen 54 alkalommal szerepelt a válogatottban és 13 gólt szerzett.

### Válogatott góljai
| #   | Időpont              | Helyszín                                         | Ellenfél    | Gólok | Eredmény | Kiírás                                         |
| --- | -------------------- | ------------------------------------------------ | ----------- | ----- | -------- | ---------------------------------------------- |
| 1.  | 1978. szeptember 20. | Daknamstadion, Lokeren, Belgium                  | Belgium     | 1 – 1 | 1–1      | 1980-as labdarúgó-Európa-bajnokság (selejtező) |
| 2.  | 1978. október 25.    | Hampden Park, Glasgow, Skócia                    | Skócia      | 1 – 2 | 3–2      | 1980-as labdarúgó-Európa-bajnokság (selejtező) |
| 3.  | 1979. május 31.      | Brann Stadion, Bergen, Norvégia                  | Írország    | 2 – 1 | 2–1      | 1980. évi nyári olimpiai játékok (selejtező)   |
| 4.  | 1979. augusztus 15.  | Ullevaal Stadion, Oslo, Norvégia                 | Svédország  | 1 – 0 | 2–0      | 1978-80-as Északi Labdarúgó Bajnokság          |
| 5.  | 1979. november 14.   | Parkstadion, Baunatal, Nyugat-Németország        | Németország | 0 – 1 | 0–1      | 1980. évi nyári olimpiai játékok (selejtező)   |
| 6.  | 1982. május 12.      | Ullevaal Stadion, Oslo, Norvégia                 | Németország | 1 – 1 | 2–4      | Barátságos mérkőzés                            |
| 7.  | 1982. október 13.    | Ullevaal Stadion, Oslo, Norvégia                 | Jugoszlávia | 2 – 0 | 3–1      | 1984-es labdarúgó-Európa-bajnokság (selejtező) |
| 8.  | 1982. október 27.    | Vaszil Levszki Nemzeti Stadion, Szófia, Bulgária | Bulgária    | 1 – 2 | 2–2      | 1984-es labdarúgó-Európa-bajnokság (selejtező) |
| 9.  | 1984. június 6.      | Lerkendal Stadion, Trondheim, Norvégia           | Wales       | 1 – 0 | 1–0      | Barátságos mérkőzés                            |
| 10. | 1985. június 5.      | Brann Stadion, Bergen, Norvégia                  | Wales       | 2 – 0 | 4–2      | Barátságos mérkőzés                            |
| 11. | 1985. szeptember 25. | Stadio Via del Mare, Lecce, Olaszország          | Olaszország | 1 – 1 | 1–2      | Barátságos mérkőzés                            |
| 12. | 1986. augusztus 20.  | Ullevaal Stadion, Oslo, Norvégia                 | Románia     | 1 – 2 | 2–2      | Barátságos mérkőzés                            |
| 13. | 1986. augusztus 20.  | Ullevaal Stadion, Oslo, Norvégia                 | Románia     | 2 – 2 | 2–2      | Barátságos mérkőzés                            |

## Sikerei, díjai
Klub szinten
- 2. divisjon: rájátszás győztese (FK Bryne 1975)
- Norgesmesterskapet: győztes (FK Bryne 1987)
- Division 2: rájátszás győztese (RC Paris 1984)